# Ям (Ярославский район)
Ям — деревня в Ярославском районе Ярославской области. Входит в состав Кузнечихинского сельского поселения.

## География
Находится в восточной части Ярославской области на расстоянии приблизительно 29 км на север по прямой от станции Филино у трассы М-8.

## История
Деревня была известна по крайне мере с XVII века. Была отмечена еще на карте 1798 года. В 1859 году здесь (тогда деревня Романово-Борисоглебского уезда Ярославской губернии) был учтен 21 двор, в 1898 — 27.

## Население
Численность населения: 104 человека (1859 год), 10 (русские 100 %) в 2002 году, 7 в 2010.